# Ворон (эстонская мифология)
Во́рон (эст. Kaaren) — мифическая говорящая птица, персонаж эстонского народного эпоса «Калевипоэг».
Упоминается в шестнадцатой песне эпоса.

## Песнь шестнадцатая
Постройка корабля и отплытие * Путешествие на край света * Лапландия и Варрак
Калевипоэг хочет совершить новый подвиг — дойти из Линданисе до края света, и собирается в дорогу.
Тут его окликнул ворон,
Слово вещее прокаркал:
— Обернись ты к синим волнам,
К чаще вод необозримых.
Ты найдёшь камыш прибрежный,
Что щетинится мечами, —
Так ногою ты притопни,
В берег грянь стопой тяжёлой.
В тот же миг земля раскроет
Потаённый зев глубокий,
Дверь, хранимую от века, —
Там найдёшь границу мира!
Калевипоэг решает построить корабль. Для этого он приказывает Олевипоэгу свалить могучий дуб. Однако Олевипоэгу такое дело не под силу, он просит найти умелого силача, чтобы тот срубил могучий дуб под корень:
Ворон услыхал на ели,
Старый ворон им прокаркал:
— Вы ищите человека,
Силача искать идите,
Вы умелого берите,
Чтоб свалил ваш дуб могучий,
Чтоб срубил его под корень!
Но тут приходят «мужи из Турьи» и мудрые старцы из земли Суоми и говорят, что корабль надо строить из железа, потому что деревянный сгорит от «грозных северных сияний». Тогда Калевипоэг приказывает построить корабль полностью из серебра, включая мачты и канаты.  Для Калевипоэга делают золотую кольчугу, для начальников — серебряную, для ратников — медную, для старейшин — стальную, а для остальных мореходов — железную.

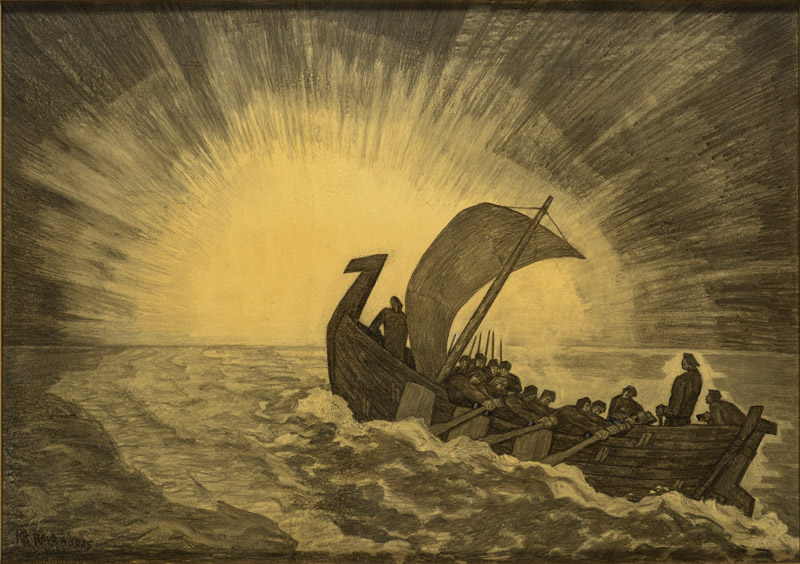
«Поход Калевипоэга на край света». Кристьян Рауд. 1935

«Леннук» легко плывёт, разрезая волны, «на крайний север»;  Калевипоэг поёт песню о мире. На берегу Лапы, к которому пристаёт корабль, Калевипоэг расспрашивает старца Варрака, как ему добраться к границе мира, и передаёт слова, сказанные ему вороном.
Отвечал премудрый Варрак:
— Нет путей тебе отсюда,
Нет дорог и нет тропинок,
Что ведут к границе мира.
Ведь у мира нет границы...
Указал тебе тот ворон
К верной гибели дорогу,
Указал ворота смерти.
За большую плату Варрак соглашается стать проводником Калевипоэга. В пути «Леннук» причаливает к разным берегам. Доходят они и до острова Искр, где вздымаются  столбы огня и клубятся тучи дыма; останавливаются на берегу, где живёт великан с дочерью-великаншей. Но на острове полупсов-полулюдей встречается Калевипоэгу другой мудрец, который повторяет слова Варрака:
Тут сказал мудрец старейший:
— Обманул тебя тот ворон,
Он тебе накаркал гибель.
Выслушав старца, Калевипоэг поёт песню о том, что пора возвращаться к родным берегам. «Леннук» плывёт в сторону Лалли.